# Тримлини
Тримлини (словен. Trimlini, мађ. Hármasmalom) је насељено место у општини Лендава, Помурска регија, Словенија.

## Историја
До територијалне реорганизације у Словенији био је у саставу старе општине Лендава.

## Становништво
У попису становништва из 2011. године, Тримлини је имао 305 становника.
| Број становника према пописима | Број становника према пописима | Број становника према пописима |
| ------------------------------ | ------------------------------ | ------------------------------ |
| 1991                           | 2002                           | 2011                           |
| 309                            | 330                            | 305                            |